# Kloster Staffelsee
Kloster Staffelsee war ein Kloster auf der Insel Wörth im Staffelsee in der Gemeinde Seehausen am Staffelsee in Bayern.

## Geschichte
Das Kloster wurde durch die adligen Brüder Waldram, Eliland und Landfrid aus dem Geschlecht der Huosi um 740 gegründet. Es war ein wichtiges Zentrum des Bistums Neuburg und wurde in der Forschung teilweise sogar als dessen Bischofssitz interpretiert.
Historisch belegt ist das Kloster unter anderem durch das Staffelsee-Inventar, das zur Zeit Karls des Großen entstanden ist und eine der wichtigsten Quellen der Wirtschaftsgeschichte der Karolingerzeit darstellt. Vermutlich wurde das Kloster durch die Ungarn im 10. Jahrhundert zerstört. Ein Wiederaufbau zumindest der Kirche ist gesichert, jedoch nicht schriftlich belegt. Spätestens im 11. Jahrhundert gab es kein Kloster mehr auf der Insel, jedoch stand dort bis 1773 die dem Kloster Ettal inkorporierte Pfarrkirche St. Michael der Gemeinde Staffelsee, die dann abgebrochen und deren Steine auf das Festland verbracht wurden und dort zum Bau der neuen Pfarrkirche St. Michael verwendet wurden.